# Artūrs Reinholds
Artūrs Reinholds (* 9. Januar 1988 in Riga, Lettische SSR) ist ein lettischer Tischtennisspieler. Er wurde 2018 lettischer Meister.

## Werdegang
Reinholds begann im Grundschulalter mit dem Tischtennissport. 
Bis 2020 nahm er an insgesamt sechs Europameisterschaften und sechs Weltmeisterschaften teil, wo er jedoch nie in die Nähe von Medaillenrängen kam. In der Saison 2010/11 spielte Artūrs Reinholds in der Oberliga Nord beim TSV Brunsbüttel in Deutschland.

## Turnierergebnisse
| Verband | Veranstaltung       | Jahr | Ort          | Land | Einzel    | Doppel     | Mixed      | Team |
| ------- | ------------------- | ---- | ------------ | ---- | --------- | ---------- | ---------- | ---- |
| LAT     | Europameisterschaft | 2018 | Alicante     | ESP  | Qual.     | letzte 32  | letzte 64  |      |
| LAT     | Europameisterschaft | 2017 | Luxemburg    | LUX  |           |            |            | 37   |
| LAT     | Europameisterschaft | 2016 | Budapest     | HUN  | Qual.     | letzte 64  | letzte 64  |      |
| LAT     | Europameisterschaft | 2013 | Schwechat    | AUT  | Qual.     |            |            | 28   |
| LAT     | Europameisterschaft | 2011 | Gdańsk-Sopot | POL  | letzte 64 |            |            | 42   |
| LAT     | Europameisterschaft | 2010 | Ostrava      | CZE  |           |            |            | 37   |
| LAT     | World Tour          | 2018 | Budapest     | HUN  | Qual.     |            |            |      |
| LAT     | World Tour          | 2017 | Budapest     | HUN  | Qual.     |            |            |      |
| LAT     | Weltmeisterschaft   | 2019 | Budapest     | HUN  | Qual.     | letzte 128 | letzte 128 |      |
| LAT     | Weltmeisterschaft   | 2017 | Düsseldorf   | GER  | Qual.     | letzte 64  | letzte 64  |      |
| LAT     | Weltmeisterschaft   | 2016 | Kuala Lumpur | MAS  |           |            |            | 45   |
| LAT     | Weltmeisterschaft   | 2014 | Tokio        | JPN  |           |            |            | 57   |
| LAT     | Weltmeisterschaft   | 2013 | Paris        | FRA  | Qual.     |            | letzte 64  |      |
| LAT     | Weltmeisterschaft   | 2011 | Rotterdam    | NED  | Qual.     |            | letzte 64  |      |